# Perilampus intermedius
Perilampus intermedius är en stekelart som beskrevs av Boucek 1956. Perilampus intermedius ingår i släktet Perilampus och familjen gropglanssteklar. Arten är reproducerande i Sverige. Inga underarter finns listade i Catalogue of Life.